# Ziyaret, Amasya
Ziyaret là một thị trấn thuộc thành phố Amasya, tỉnh Amasya, Thổ Nhĩ Kỳ. Dân số thời điểm năm 2010 là 2.848 người.